# Paea Fa'anunu

a Compétitions nationales et continentales officielles uniquement.

b Matchs officiels uniquement.
Dernière mise à jour le 31 mars 2020.
Paea Fa'anunu, né le 4 novembre 1988 à Auckland, est un joueur néo-zélandais de rugby à XV, d'origine tongienne, évoluant au poste de pilier. Il compte plusieurs sélections en équipe des Tonga de rugby à XV.

## Biographie
Formé au sein da la Auckland Rugby Football Union, Paea Fa'anunu débute en 2007 avec cette équipe en Air New Zealand Cup, avant de jouer dès 2011 avec l'équipe provinciale de Canterbury. En 2013, il intègre l'effectif de la franchise des Crusaders, basée à Christchurch pour participer au Super 15, mais il ne dispute finalement aucun match de la compétition.
En novembre 2013, il signe un contrat avec le Montpellier HR au titre de joker médical en remplacement du pilier argentin Juan Figallo, blessé aux cervicales. À la fin de la saison 2013-2014 il signe au Castres olympique pour une saison.
Fa'anunu connaît sa première cape internationale avec les Tonga le 8 novembre 2014, au stade Mikheil-Meskhi dans le cadre de la rencontre jouée contre la Géorgie.
En juin 2015, son arrivée au FC Grenoble est annoncée pour la saison à venir, mais il est recalé lors de la visite médicale, et son contrat n'est finalement pas signé. Un an plus tard, il participe à des tests physiques et médicaux avec différents clubs de Pro D2, au mois de juin 2016 avec l'USA Perpignan, puis avec l'US Dax en août, alors à la recherche d'un pilier pour compléter tardivement son effectif ; sa signature pour une saison avec le club landais est officialisée le 1er septembre 2016, à l'issue de laquelle il est prolongé pour deux ans.
Malgré tout, il signe au mois de janvier 2018 un pré-contrat pour retourner avec un de ses anciens clubs, le Castres olympique, à compter de l'intersaison. Par ailleurs, il rejoint le club tarnais dès le week-end du 15 avril en tant que joker médical ; il signe ainsi officiellement un contrat de deux années. Entré en cours de jeu lors de la finale du Top 14, il est sacré champion de France 2018.
Le club tarnais choisit de ne pas reconduire le contrat de Fa'anunu au terme de la saison 2019-2020 ; il s'engage alors pour deux saisons avec le club de l'USA Perpignan, évoluant en Pro D2. Néanmoins, il n'est pas déclaré apte après des tests médicaux défavorables

## Palmarès

### En club et province
- Championnat des provinces néo-zélandaises :
  - Vainqueur : 2011, 2012 et 2013.
- Championnat de France :
  - Champion : 2018 avec le Castres olympique.

### En équipe nationale
- Vainqueur du Championnat du monde junior en 2008 avec l'équipe de Nouvelle-Zélande des moins de 20 ans.